# Liljana Tomowa
Liljana Tomowa (bulgarisch Лиляна Томова; * 9. August 1946 als Liljana Todorowa in Plowdiw) ist eine ehemalige bulgarische Leichtathletin.
Sie war von 1967 bis 1969 sowie 1972 und 1973 bulgarische Meisterin im 400-Meter-Lauf. 1972 war sie auch Landesmeisterin im 800-Meter-Lauf. Bei den Halleneuropameisterschaften 1973 kam sie über 400 Meter bis ins Halbfinale. Ein Jahr später bei den  Halleneuropameisterschaften in Göteborg qualifizierte sie sich für das Finale über 800 Meter. Sie trat allerdings nicht im Finale an, sondern konzentrierte sich auf die 4-mal-2-Runden-Staffel. Sie trat als Startläuferin der bulgarischen Staffel an, die Staffel gewann Silber hinter den Schwedinnen, es traten allerdings auch nur zwei Staffeln an.
Zu den Europameisterschaften 1974 in Prag reiste sie also ohne besondere Meriten an. Die bulgarische Weltrekordlerin Swetla Slatewa trat über 800 Meter nicht an und die Landesmeisterin Nikolina Schterewa schied im Halbfinale aus. Liljana Tomowa gewann in 1:58,1 min den 800-Meter-Lauf mit sieben Zehntelsekunden Vorsprung auf die Landesrekord laufende Gunhild Hoffmeister aus der DDR. Vier Tage später kämpften erneut Hoffmeister und Tomowa um den Titel, diesmal im 1500-Meter-Lauf. Hoffmeister gewann in 4:02,3 min mit Landesrekord, Todorowa lief als Zweite mit 4:05,0 min ebenso Landesrekord wie die drittplatzierte Norwegerin Grete Andersen mit 4:05,2 min.
Bei den Halleneuropameisterschaften 1976 in München gewann Tomowa in 2:02,6 min Silber hinter Schterewa. Bei den Olympischen Spielen 1976 in Montreal schied Tomowa in 2:01,97 min im Halbfinale aus. Auch mit der bulgarischen 4-mal-400-Meter-Staffel erreichte sie nicht das Finale.
Liljana Tomowa war 1,68 m groß, ihr Wettkampfgewicht betrug 57 kg.